# Can Comadrau
Can Comadrau, Masia de Comadrau o bé Comadran és una obra del municipi de Sant Llorenç Savall (Vallès Occidental) protegida com a bé cultural d'interès local.

## Descripció
La masia de Comadran està situada a la dreta de la vall d'Horta, en una baldana una mica enlairada. L'edifici principal, restaurat a finals del segle xx, presenta les característiques pròpies de les edificacions rurals de la zona. El frontis, lleugerament descentrat cap a la dreta de la línia de simetria, segueix la distribució típica, amb portes i finestres amb les llindes de pedra seguint la forma arquitravada. A continuació de la cruixia lateral esquerra s'ha afegit un cos amb teulada d'una sola aigua .En el mur lateral presenta arcades de mig punt. Els murs són fets amb còdol i morter. Cal destacar que si s'observen fotografies prèvies a la restauració s'aprecia que s'ha modificat l'orientació original de la teulada: actualment el carener de la teulada corre perpendicular al frontis i l'orientació anterior era paral·lela al frontis.

## Història
De la masia de Comadran es troben referències des de l'any 1345, encara que potser el seu establiment sigui anterior. Situada en un sector que comptava amb dues fortificacions: el castell de Pera, dominant la vall d'Horta i part de Vallcàrcara, residència dels senyors feudals del terme i la torre de Lacera, d'origen incert, que es troba emplaçada en una carena del vessant esquerre de la vall. Al segle xiv les masies de la Vall d'Horta formaven l'indret més poblat de la zona.